# Одиночна змішана естафета
Одино́чна змі́шана естафе́та — командне змагання у біатлоні. Команда складається з двох спортсменів — жінки та чоловіка, які представляють одну країну. Кожний біатлоніст проходить два етапи, що становить 6 кілометрів для жінок та юніорок та 7,5 кілометра для чоловіків і юніорів. На кожному з етапів спортсмени виконують дві стрільби: з положення лежачи й положення стоячи. Правила стрільби такі ж, як і у звичайній естафеті: спортсмен повинен влучити в 5 мішеней. Для цього йому дається 5 основних і три додаткових патрони. Якщо після 8 пострілів залишилися незакриті мішені, за кожну з них спортсмен повинен пройти штрафне коло довжиною 75 метрів.
Рішенням IBU одиночна змішана естафета включена в програму чемпіонатів світу з біатлону з 2019 року.